# MFK Chrudim
Městský fotbalový klub Chrudim w skrócie MFK Chrudim – czeski klub piłkarski, grający w Fotbalova národní liga, mający siedzibę w mieście Chrudim.

## Historia
Klub został założony w 1923 roku jako AFK Chrudim. W 2011 roku przyjął obecną nazwę w wyniku fuzji z SK Chrudim 1887. W 2011 roku klub wywalczył awans do trzeciej ligi. W 2012 roku wygrał te rozgrywki, jednak nie wywalczył awansu do drugiej lidze czeskiej z powodu braku odpowiedniego stadionu. Jego miejsce zajął FK Pardubice. W sezonie 2017/2018 MFK Chrudim wywalczył historyczny awans do drugiej ligi.

## Historyczne nazwy
- 1923 – AFK Chrudim (Amatérský fotbalový klub Chrudim)
- 195? – TJ Spartak Chrudim (Tělovýchovná jednota Spartak Chrudim)
- 1974 – TJ Transporta Chrudim (Tělovýchovná jednota Transporta Chrudim), fuzja z TJ Lokomotiva Chrudim
- 19?? – TJ Spartak Transporta Chrudim (Tělovýchovná jednota Spartak Transporta Chrudim)
- 1993 – AFK Chrudim (Amatérský fotbalový klub Chrudim)
- 2011 – MFK Chrudim (Městský fotbalový klub Chrudim)[5], fuzja z SK Chrudim

## Sukcesy
- Česká fotbalová liga
  - mistrzostwo (2): 2011/2012, 2017/2018

## Stadion
Domowe mecze klub rozgrywa na stadionie Stadion Za Vodojemem, położonym w mieście Chrudim. Stadion może pomieścić 2350 widzów.